# Habroscopa
Habroscopa är ett släkte av fjärilar. Habroscopa ingår i familjen praktmalar, Oecophoridae.
Kladogram enligt Catalogue of Life:
| Habroscopa | \| \| Habroscopa dictyosema \| \| \| \| \| \| Habroscopa iriodes \| \| \| \| |
|            | \| \| Habroscopa dictyosema \| \| \| \| \| \| Habroscopa iriodes \| \| \| \| |
|            | Habroscopa dictyosema                                                        |
|            |                                                                              |
|            | Habroscopa iriodes                                                           |
|            |                                                                              |